# Ferdinand Mulnier
Ferdinand Mulnier, né le 18 février 1817 à Nantes et mort le 17 juillet 1891 à Paris, est un photographe français actif à Paris.

## Biographie
Fils d'un peintre nantais, il exerce la profession de peintre en miniature et photographe à Paris, installé au 25 boulevard des Italiens. Il est membre de la société française de photographie de 1878 à 1885. Son frère, Nelson Louis Marie Ferdinand Mulnier, est peintre à Paris.
Ferdinand Mulnier participe avec d’autres photographes (Bertall, Étienne Carjat, Charles Marville, Nadar, Étienne Neurdein, Pierre Petit, Eugène Pirou...) à la Galerie contemporaine des illustrations françaises, une série d'albums publiés de 1874 à 1875 par Adolphe Goupil et Ludovic Baschet, contenant 410 photographies dont 241 portraits de célébrités reproduits en photoglyptie.

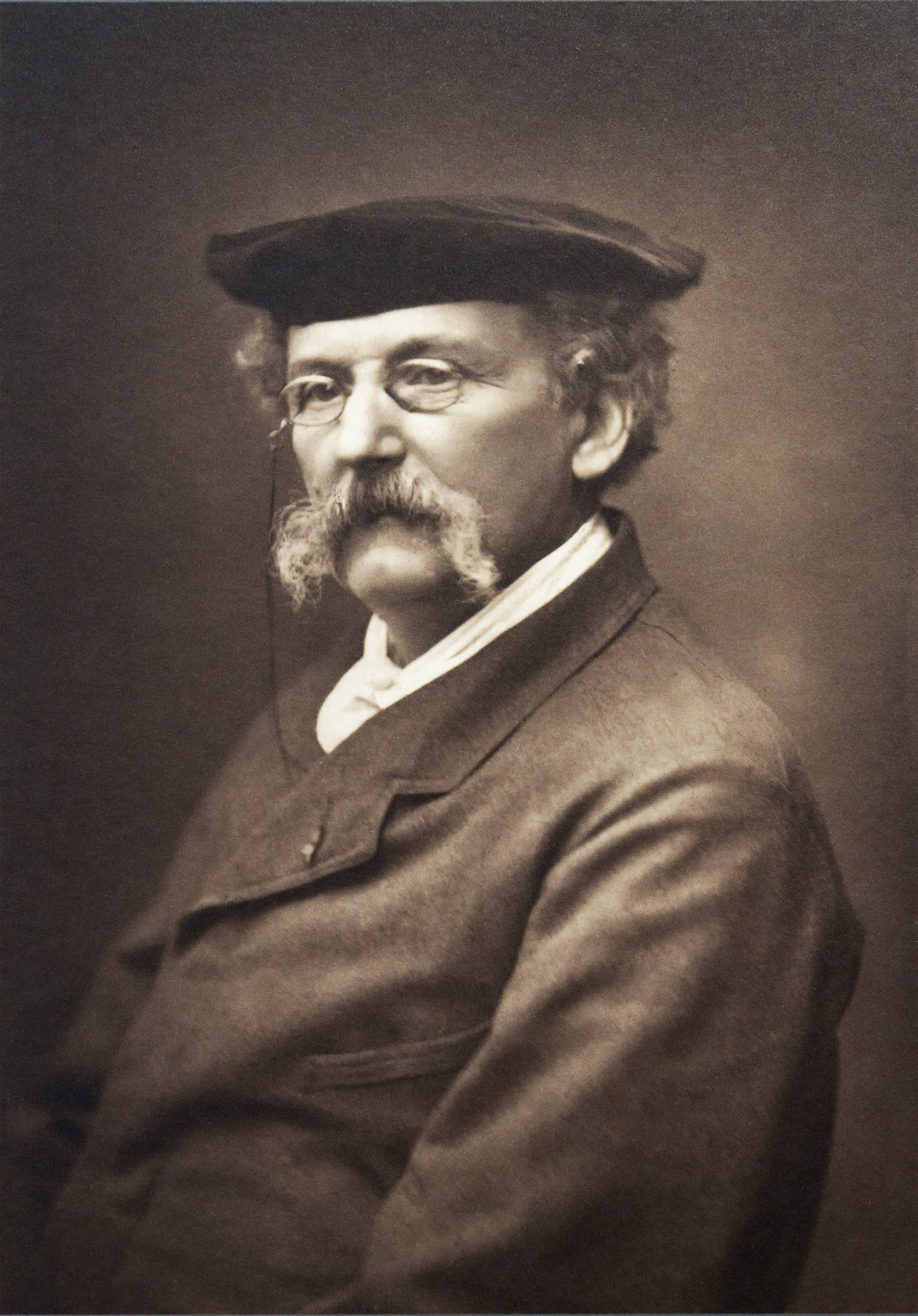
Théodule Ribot vers 1880  - Paris musée d'Orsay.
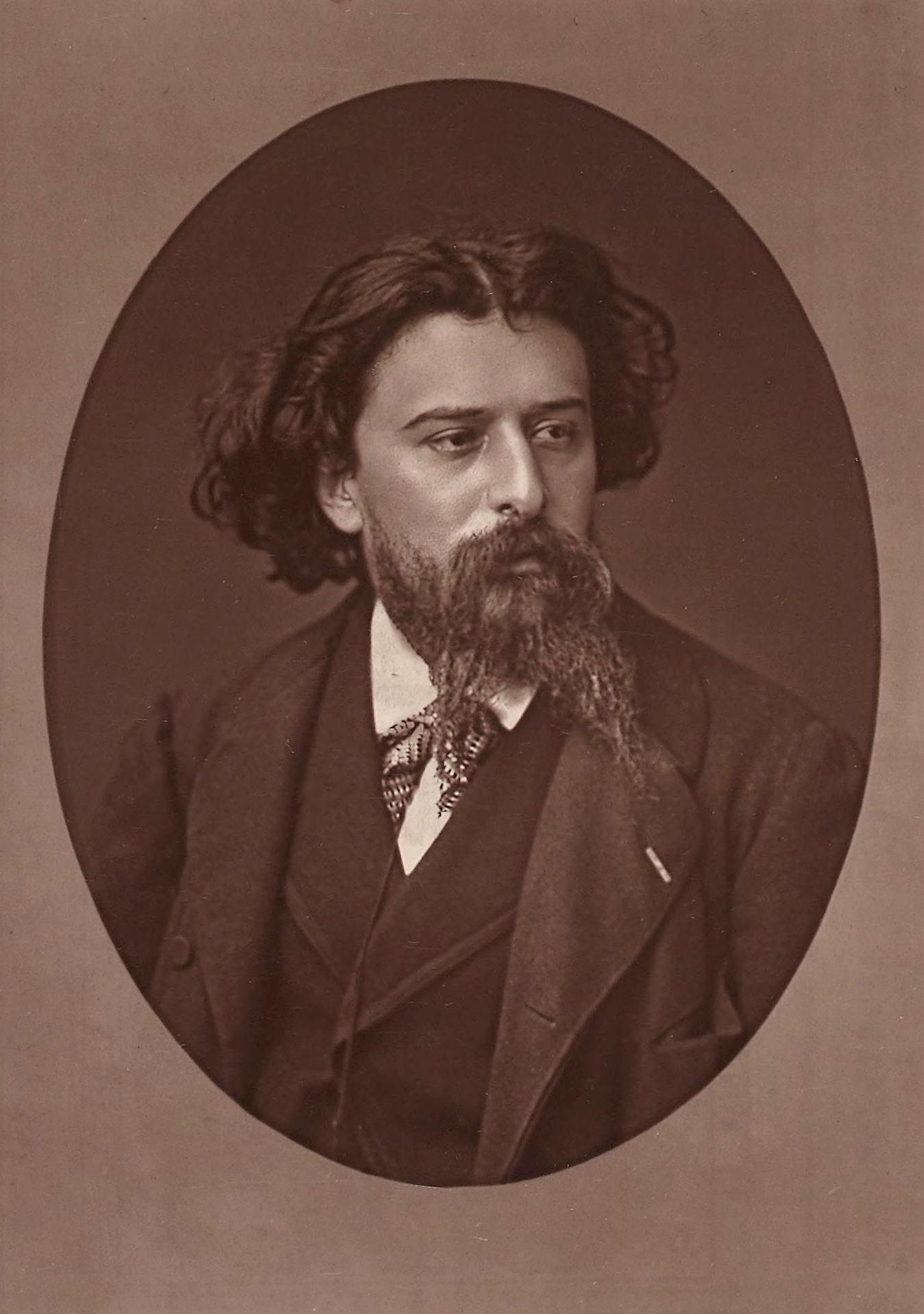
Portrait d'Alphonse Daudet reproduit en photoglyptie dans Paris-Portrait, n°262, 1878.
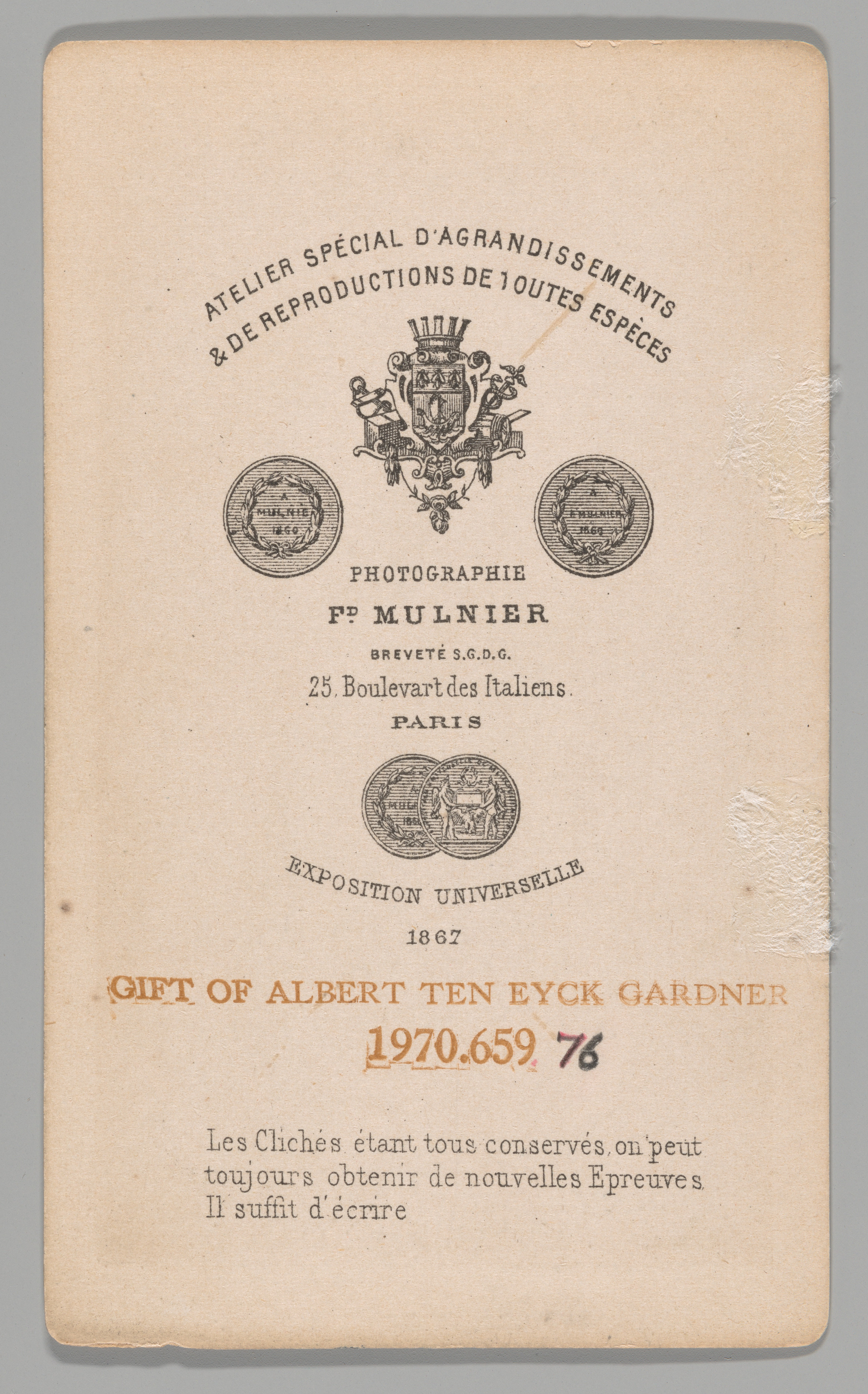
Revers des portraits carte-de-visite de Mulnier.

## Collections
- Metropolitan Museum of Art (Met), New York[2].
- Bibliothèque nationale de France, Paris[3].
- Musée d'Orsay, Paris[4].